# Юлдашев Шавкат Мухітдінович
Шавкат Мухітдінович Юлдашев (20 вересня 1943, місто Наманган, тепер Узбекистан) — радянський узбецький діяч, голова Верховної Ради (Олій Мажліса) Узбекистану, голова Центральної контрольної комісії КП Узбекистану, 1-й секретар Ферганського обласного комітету КП Узбекистану. Народний депутат Узбецької РСР. Член Центральної контрольної комісії КПРС та член Президії ЦКК КПРС у 1990—1991 роках. Народний депутат СРСР (1989—1991). Кандидат економічних наук (1980).

## Життєпис
Народився в родині службовця. У 1961 році закінчив середню школу.
З 1961 року працював слюсарем-ремонтником Наманганської прядильно-ткацької фабрики «П'ятирічка».
У 1964—1969 роках навчався в Московському енергетичному інституті.
У 1969—1970 роках — старший інженер науково-дослідного інституту електроніки Академії наук Узбецької РСР.
У 1970—1974 роках — майстер цеху, старший диспетчер, старший інженер — оператор Узбецького виробничого об'єднання «Електротерм»; начальник виробництва, головний інженер електромеханічних майстерень, директор виробничого підприємства «Намангансвітло» в місті Намангані.
Член КПРС з 1973 року.
У 1974—1984 роках — інструктор, заступник завідувача, завідувач відділу Наманганського обласного комітету КП Узбекистану; голова виконавчого комітету Совєтської районної ради народних депутатів міста Намангана; заступник голови виконавчого комітету Наманганської обласної ради народних депутатів.
У 1980 році закінчив Академію суспільних наук при ЦК КПРС. У тому ж році захистив дисертацію на тему «Планування зростання продуктивності праці (на матеріалах промисловості)».
У 1984—1985 роках — 1-й секретар Наманганського міського комітету КП Узбекистану.
У 1985—1987 роках — інструктор відділу організаційно-партійної роботи ЦК КПРС у Москві.
У 1987—1988 роках — 2-й секретар Сирдар'їнського обласного комітету КП Узбекистану.
22 жовтня 1988 — 21 червня 1990 року — 1-й секретар Ферганського обласного комітету КП Узбекистану.
Одночасно, з березня по червень 1990 року — голова Ферганської обласної ради народних депутатів.
У червні 1990 — 18 липня 1991 року — голова Центральної контрольно-ревізійної комісії КП Узбекистану.
12 червня 1991 — 1993 року — голова Верховної ради (Олій Мажлісу) Узбекистану.
Потім — на пенсії.